# キルヒホッフの法則 (電気回路)
電気回路におけるキルヒホッフの法則（キルヒホッフのほうそく、英: Kirchhoff’s laws）は、次の2つの法則からなる。
電流則（キルヒホッフの第1法則、Kirchhoff's current law、KCL）
回路網中の任意の接続点に流出入する電流の和は 0（零）である。
電圧則（キルヒホッフの第2法則、Kirchhoff's voltage law、KVL）
回路網中の任意の閉路を一巡するとき、起電力の総和と電圧降下の総和は等しい
それぞれ「流れ込む電流の和と流れ出る電流の和の大きさは等しい」と「電圧降下の総和がゼロである」と表現されることもある。1845年にグスタフ・キルヒホフが発見した。

## 電流則

キルヒホッフ第一法則の例

回路網の任意の接続点に流入・流出する電流の総和（代数的和）は 0 であることを示す。
右図の例のように「中心の点に流れ込む電流 i1 と i2 の総和が、流れ出る電流 i3 と i4 の総和に等しくなる」と解釈できる。また、このことから一種の保存則として「電流保存の法則」と呼ばれることもある。
接続点に接続される経路数を {\displaystyle N}、ぞれぞれの経路における電流値を{\displaystyle I_{k}}とすると次式で与えられる。
{\displaystyle \sum _{k=1}^{N}I_{k}=0}
ただし、接続点に流入する電流と、流出する電流では、符号を反転して計算する。

## 電圧則

閉回路s2において
ε1 + ε2 = -R2i2 + R3i3の関係が成り立つ。

回路網中の任意の閉路において、一巡する経路に含まれる起電力（電源）の総和と電圧降下の総和は等しい。
経路に含まれる起電力の数を{\displaystyle N}、それぞれの電圧を{\displaystyle V_{k}}、インピーダンスを持つ素子数を{\displaystyle M}、それぞれの素子による電圧降下を{\displaystyle E_{k}}とすると次式で与えられる。
{\displaystyle \sum _{k=1}^{N}V_{k}=\sum _{k=1}^{M}E_{k}}
ただし、一巡する方向に対して一致する方向の電位差と、逆の方向の電位差では、符号を反転して計算する。